# ادوارد هنری پالمر

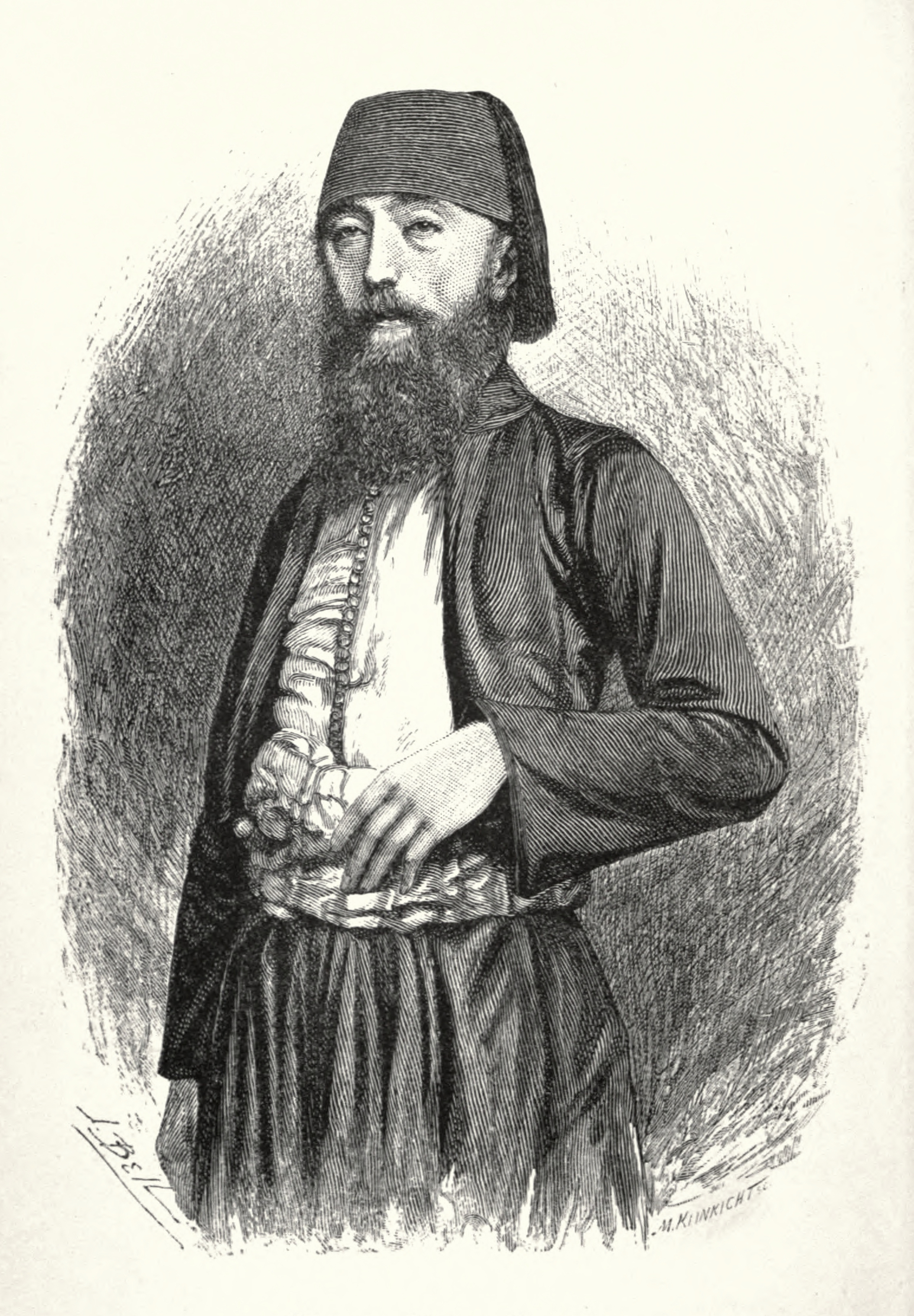
ادوارد هنری پالمر

ادوارد هنری پالمر (۱۸۴۰–۱۸۸۲) شرق‌شناس اهل انگلستان و استاد دانشگاه کمبریج در زبان و ادبیات عرب بود.

## زندگی
وی در گرین استریت کمبریج به دنیا آمد. در کودکی یتیم شد و در نهایت فقر زندگی می‌کرد و به کار در دکانی در لندن اشتغال داشت. عمه او وسایل تحصیلش را در مدرسه پرس اسکول فراهم ساخت. زبان‌های عربی فارسی، اردو، عبری، یونانی، لاتینی، ایتالیایی و سانسکریت را آموخت.
دست به ترجمه اشعار انگلیسی به عربی زد ، فصل مربوط به تاریخ اسلام را از کتاب «تاریخ انحطاط و سقوط امپراتوری رم» (ادوارد گیبون) به فارسی ترجمه کرد. همچنین از مثنوی مولوی قطعاتی به انگلیس ترجمه کرد.
در ۱۸۶۷ رساله ای عرفانی بر مبنای مقصد الاقصی عزیز الدین نسفی نوشت.
به ایتالیا و فرانسه سفر کرد و اطلاعات وسیعی به دست آورد و از آنجا که شوق عجیبی به خاورشناسی و به خصوص خاورمیانه داشت، در ۱۸۶۷ به عنوان وابسته فرهنگی و مترجم فارسی سفارت بریتانیا به تهران آمد. در سال ۱۸۶۹ صندوق وارسی فلسطین او را به خاور نزدیک فرستاد و سال بعد راهی صحرای سینا شد و از شهرهای قدیمی و آثار باستانی آن دیدن نمود و پس از دیدار با آرمینیوس وامبری نتیجه مطالعات خود را در کتابی به نام “صحرای خروج” انتشار داد. با سفر مجدد به آنجا در آداب و رسوم و لباس و زبان و لهجه بدویان صحرا به مطالعات عمیقی پرداخت.
در این موقع او از نظر زبان دانی واطلاع از ادبیات و قواعد عربی آوازه یافته بود و آن را به شیوایی حرف می‌زد و مانند نویسندگان عرب با قلمی توانا می‌نوشت و شعر می‌گفت.
پالمر در سال ۱۸۷۱ به مقام استادی زبان و ادبیات عربی در دانشگاه کمبریج منصوب شد و شاگردان متعددی در این زمینه تربیت کرد و در عین حال زبان‌های دیگر را هم تدریس می‌کرد.
وی در سفر اول ناصر الدین شاه به لندن مترجم فارسی او بود و یکسال بعد در ۱۸۷۴ کتابی بنام ناصرالدین شاه در لندن در مورد این سفر نوشت.

## مرگ
در ۱۸۸۲ که انقلاب اعرابی پاشا بر ضد انگلستان در مصر به وقوع پیوست، به عنوان رئیس مترجمان نیروهای نظامی انگلیس به مصر رفت که به کشته شدنش انجامید.

## آثار
1. ترجمه قرآن به انگلیسی
2. صرف و نحو عربی.
3. صحرای خروج حاری مشاهدات خود در صحرای سینا ۱۸۷۱ در دو جلد
4. فرهنگ فارسی۱۸۷۶
5. فرهنگ انگلیس به فارسی ۱۸۸۳
6. دیوان اشعار بهاء الدین زهیر، متن و ترجمه انگلیس ۱۸۷۶–۷۷ با مقدمه و حواشی در دو جلد..
7. تاریخ شهر اورشلیم یا بیت‌المقدس، شهر هرود و سلطان صلاح الدین ایوبی  ۱۸۷۱
8. آغانی شیراز ۱۸۷۶،  مجموعه ای از اشعار شعرای معروف ایران.
9. صرف و نحو مختصر هندی، فارسی و عربی.
10. ترجمه منظوم قصائد زیادی از عربی و فارسی به انگلیسی
11. چاپ تصوف شرقی یا مقصد اقصی نگارش عزیز نسفی با ترجمه انگلیسی که آن را به ناپلئون سوم امپراتور فرانسه هدیه کرد.
12. ترجمه ایلیاد هومر به انگلیسی
13. چاپ و انتشار سفرنامه ابن جبیر اندلسی.
14. ناصرالدین شاه در لندن ۱۸۷۴
15. هارون الرشید خلیفه عباسی
16. قاموس المزدوج یا فرهنگ دو زبانه فارسی به انگلیسی و انگلیسی به فارسی.
17. ترجمه معلقه عنتره، شاعر دوره جاهلیت عرب به انگلیسی.
18. فهرست کتاب‌های خطی عربی و فارسی و ترکی کتابخانه ای کالج شاهی دانشگاه کمبریج به انگلیسی در صد صفحه (کمبریج، ۱۸۷۰).